# Ixias
Ixias es un género  de mariposas de la familia Pieridae.

## Características
Tiene una envergadura de 50-55 mm. El lado superior de las alas  es de color amarillo.

## Distribución y hábitat
Se encuentra en Sri Lanka y la India peninsular y se distribuye a lo largo de las llanuras y las tierras bajas. Es común en los bosques secos de hojas caducas, matorrales y tierras en barbecho y vuelan todo el año. Sin embargo, es más común durante el monzón y post-monzón y se considera rara en el verano.

## Especies
- Ixias flavipennis Grose-Smith, 1885
- Ixias kuehni Röber, 1891
- Ixias malumsinicum Thieme, 1897
- Ixias marianne (Cramer, 1779)
- Ixias paluensis Martin, 1914
- Ixias piepersii (Snellen, 1877)
- Ixias pyrene (Linnaeus, 1764)
- Ixias reinwardtii (van Vollenhoven, 1860)
- Ixias venilia (Godart, 1819)
- Ixias vollenhovii (Wallace, 1867)
- Ixias weelei (van Eecke, 1912)

## Galería

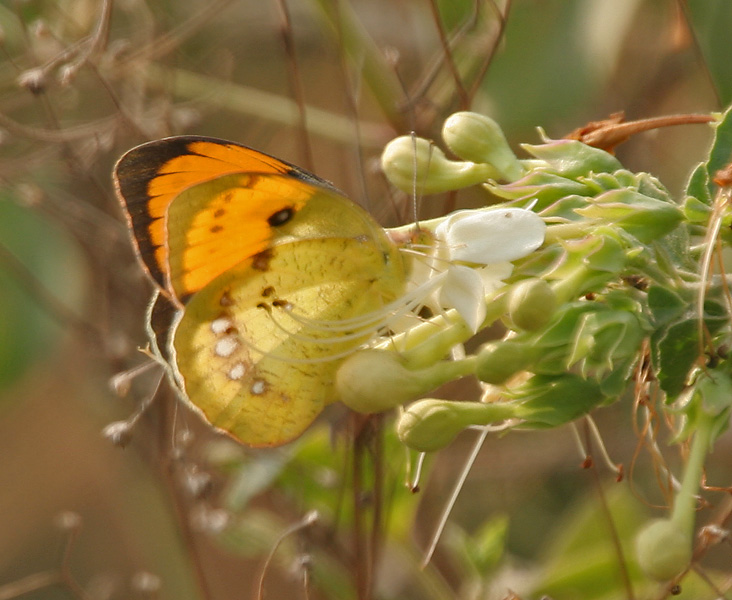
Ixias marianne
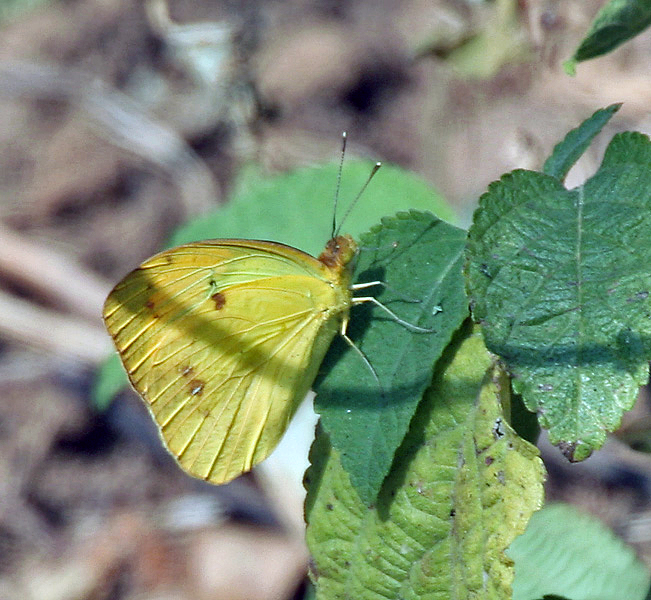
Ixias marianne
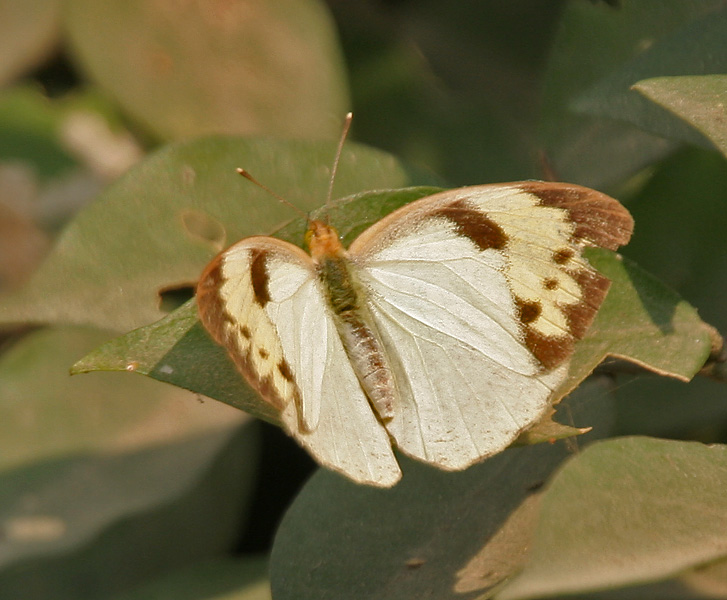
Ixias marianne- Hembra
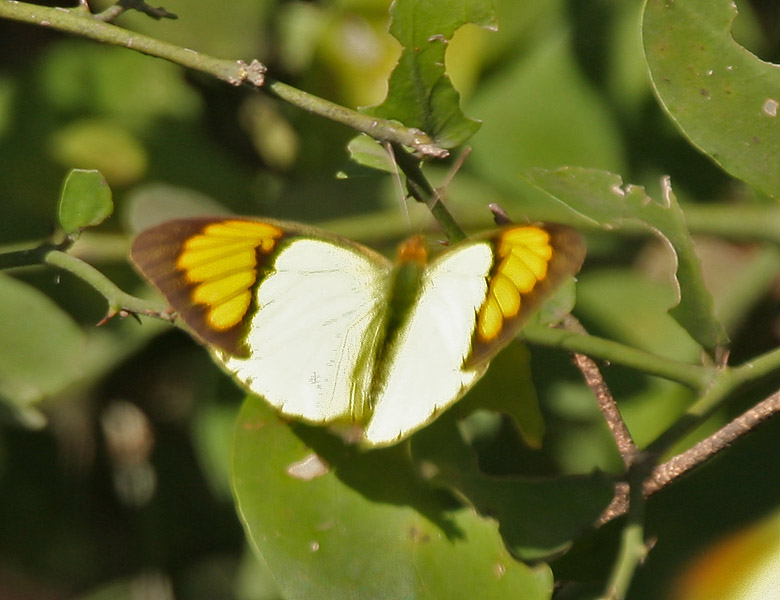
Ixias marianne